# Drahkov (Modlany)
Drahkov (německy Drakowa) je vesnice, část obce Modlany v okrese Teplice. Vesnice leží východo-jihovýchodně od Teplic, vznikla jako zemědělské sídlo podél silnice a cest, v místě chráněném Doubravskou horou.

## Historie
První písemná zmínka o Drahkově pochází z roku 1393.
Územněsprávně byl Drahkov v letech 1869–1890 veden jako osada obce Srbic v okrese Teplice, v letech 1900–1910 jako osada obce Suché, v letech 1921–1930 jako osada obce Suché v okrese Teplice-Šanov, v roce 1950 osada obce Suché v okrese Teplice a od roku 1961 část obce Modlany v okrese Teplice.

## Obyvatelstvo
|                                                                  | 1869 | 1880 | 1890 | 1900 | 1910 | 1921 | 1930 | 1950 | 1961 | 1970 | 1980 | 1991 | 2001 | 2011 |
| ---------------------------------------------------------------- | ---- | ---- | ---- | ---- | ---- | ---- | ---- | ---- | ---- | ---- | ---- | ---- | ---- | ---- |
| Obyvatelé                                                        | 100  | 103  | 83   | 129  | 187  | 186  | 219  | 151  | 188  | 153  | 115  | 117  | 119  | 199  |
| Domy                                                             | 14   | 16   | 15   | 16   | 31   | 31   | 44   | 43   | .    | 35   | 33   | 40   | 38   | 69   |
| Počet domů z roku 1961 je zahrnut v domech místní části Modlany. |      |      |      |      |      |      |      |      |      |      |      |      |      |      |